# Фрэнк, Джексон Си
Фрэнк, Джексон Кэри  (англ. Jackson Carey Frank; 2 марта 1943 — 3 марта 1999) — американский фолк-музыкант, записавший одноименный альбом, оказавший влияние на ряд известных фолк-музыкантов, в том числе Пола Саймона и Ника Дрейка.

## Биография
Когда Джексону было 11 лет, в деревянной пристройке его школы в городе Чиктовага (англ. Cheektowaga), Нью-Йорк, случился пожар, который распространился на помещение, где проходил урок музыки для шестого класса. Пятнадцать одноклассников Фрэнка, включая Марлен Дюпон (девочка, в которую он был влюблен) погибли: десять погибло в огне, еще пятеро скончалось в больнице от полученных ожогов и травм. Девятнадцать учеников, в том числе и его, обгоревшего более чем наполовину, удалось спасти. Восемь с половиной месяцев Фрэнк провел в больнице, где впервые взял в руки гитару, подаренную ему его учителем, Чарли Кастелли (англ. Charlie Castelli), чтобы занять его на время лечения  .
Через два года после пожара мать Джексона отвезла его в Грейсленд, поместье Элвиса Пресли, которого мальчик боготворил, где Элвис Пресли познакомился с ним, пригласил в дом и представил своим родителям.
В 21 год он получает страховку в размере 110,500 долларов (за вычетом третьей части, пошедшей на оплату адвокатов). У Джексона появляется возможность путешествовать. На пароходе «Королева Елизавета» он отправляется в Англию. Несмотря на то, что к тому времени он уже поиграл в нескольких рок- и фолк-коллективах, свою самую известную и первую, по его словам, песню, «Blues Run The Game», он пишет именно тогда, на пути в Англию.

## АльбомJackson C. Frank(1965)
Альбом представляет собой смесь блюзов, элементов рок-н-ролла и вестернов с британским фолком, которым успел проникнуться Джексон. Кроме «Blues Run The Game», на пластинке записаны ещё девять песен. «Don’t Look Back» — ответ на расовую дискриминацию в южных штатах. <…> Традиционная «Kimbie» продолжила спокойное и размеренное звучание  «Blues Run The Game». <…> «Yellow Walls» посвящена отчему дому, который мы оставляем, устремляясь в столичные города. <…>  «Here Come The Blues» — простой, незамысловатый блюз, а «Milk and Honey» — одна из любимых песен Джексона. <…> «My Name Is Carnival» Джексон считал одной из лучших своих песен. <…> И хотя последняя песня — «You Never Wanted Me» — получилась скорее веселой, чем грустной,  весь альбом можно считать предвестником печальных итогов шестидесятых.
Формально говоря, альбом Jackson C. Frank вполне вписывается в череду канонических фолк-записей, которые в большом количестве повыходили в первой половине 60-х. Содержательно — содержательно это, по-моему, немного другое. <…> И внутренний мир у этих песен очень свой, и он, в общем, сводится к тому, что — все будет так, исхода нет. <…> Песни Джексона Си Фрэнка могли бы играть в голове у героя Выпускника, если бы он обнаружил, что свадьба уже давно состоялась и ничего уже не изменить, — и если бы принял это как должное.
Альбом, лаконично озаглавленный Jackson C. Frank, был спродюсирован Полом Саймоном в то время, пока они с Фрэнком играли в фолк-клубах в Англии. Запись альбома заняла несколько часов, песни записывались с одного-двух дублей. В ходе записи Джексон попросил окружить себя со всех сторон экранами, чтобы Пол Саймон, Арт Гарфанкел и Эл Стюарт (англ. Al Stewart), присутствовавшие на записи, не смотрели на него:

Вероятно, то была самая странная сессия звукозаписи из всех, на которых мне приходилось бывать. Даже после того, как Пол говорил «ОК, мы готовы», часто следовали две или три минуты полной тишины, пока он [Фрэнк] «раскачивался», чтобы запеть. А потом вступали его прекрасные гитара и голос.
Оригинальный текст (англ.)
It was probably the strangest recording session I've ever been to." Stewart says. "Even when Paul would say 'OK we're ready,' often this would be followed by two or three minutes of total silence while he [Jackson] psyched himself into singing. And then this beautiful guitar and voice would emerge.
— Эл Стюарт (англ. Al Stewart)
Кавер-версии на композицию «Blues Run The Game» делали, в своё время, Simon and Garfunkel, Визз Джонс (англ. Wizz Jones), Counting Crows, Колин Мэлой (англ. Colin Meloy), Берт Дженш, Лора Марлинг, Робин Пекнольд (англ. Robin Pecknold), и Ник Дрейк.
Другая композиция, «Milk and Honey», звучит в фильме «Коричневый кролик» Винсента Галло, а также была перепета Fairport Convention, Ником Дрейком и Сэнди Денни, с которой Фрэнк встречался некоторое время, убедив её бросить профессию медсестры и полностью посвятить себя музыке.
На портале MySpace существует страница (Covers Part I (англ.). Дата обращения: 14 февраля 2013. Архивировано 17 февраля 2013 года.), посвященная кавер-версиям песен Фрэнка.
Песня «I Want to Be Alone» («Dialogue») звучит в фильме Daft Punk’s Electroma.
Композицию «My Name is Carnival» можно услышать в фильме Джокер (2019), в сцене когда Артур уходит с работы и перечёркивает надпись "Не забывай улыбаться". Позднее на приёме у психотерапевта, он говорит: "На днях я слышал песню по радио. И парень пел, что его зовут Карнавал. С ума сойти, ведь это моё клоунское имя."
Несмотря на хорошую реакцию на пластинку в Англии, в 1966 положение дел ухудшилось, как и психическое здоровье Фрэнка. В это же время он начал испытывать творческий кризис. Его страховая выплата подходила к концу, и он принял решение вернуться в США. Когда он вернулся в Англию в 1968, он уже казался другим человеком. Депрессия, вызванная травмой детства — пожаром в школе — прогрессировала, он терял былую уверенность.

Он продолжал разваливаться на наших глазах. Что все любили — это грусть в манере его игры, эти очень мелодичные вещи. Он начал делать вещи, которые были совершенно малопонятны. Они, в общем, были о психологической тревоге, он исполнял их на полной громкости, лупя по струнам. Я не помню ни слова из них, все это было не то. Была одна рецензия, которая гласила, что он лечился у психоаналитика. Вскоре он сбежал назад в Вудсток, потому что он не находил никакой работы.
Оригинальный текст (англ.)
He [Frank] proceeded to fall apart before our very eyes. His style that everyone loved was melancholy, very tuneful things. He started doing things that were completely impenetrable. They were basically about psychological angst, played at full volume with lots of thrashing. I don't remember a single word of them, it just did not work. There was one review that said he belonged on a psychologist's couch. Then shortly after that, he hightailed it back to Woodstock again, because he wasn't getting any work.
— Эл Стюарт (англ. Al Stewart)
| №   | Название                        | Музыка                                                                      | Длительность |
| --- | ------------------------------- | --------------------------------------------------------------------------- | ------------ |
| 1.  | «Blues Run The Game»            |                                                                             | 3:34         |
| 2.  | «Don't Look Back»               |                                                                             | 3:00         |
| 3.  | «Kimbie»                        | Народная, аранжировка: Джексон Си Фрэнк (англ. Trad. arr. Jackson C. Frank) | 3:18         |
| 4.  | «Yellow Walls»                  | 2-я гитара: Эл Стюарт                                                       | 3:02         |
| 5.  | «Here Come the Blues»           |                                                                             | 4:03         |
| 6.  | «Milk and Honey»                |                                                                             | 3:40         |
| 7.  | «My Name Is Carnival»           |                                                                             | 3:47         |
| 8.  | «I Want To Be Alone (Dialogue)» |                                                                             | 3:20         |
| 9.  | «Just Like Anything»            |                                                                             | 2:26         |
| 10. | «You Never Wanted Me»           |                                                                             | 3:11         |

## 1970-е,Вудсток
В Вудстоке Фрэнк женился на Элен Сэджвик (англ. Elaine Sedgwick), бывшей английской модели. У них родился сын, а позже — дочь, Анджелина. Их сын умер от муковисцидоза, жена ушла от Фрэнка, у него началась сильная депрессия. Его поместили в больницу. В 1975 в Melody Maker о Фрэнке вышла восторженная заметка Карла Далласа (англ. Karl Dallas), а в 1978 вышел альбом Jackson Again — переиздание первой пластинки Jackson C. Frank в новой обложке.
В середине 1970-х Фрэнк начал записывать свой второй альбом, но звукозаписывающие лейблы отказались от выпуска материала, объяснив своё решение тем, что такая музыка не популярна. От той записи осталось пять вещей, которые вышли в переиздании 1996 года Blues Run The Game (треки 11—15).
| №   | Название               | Длительность |
| --- | ---------------------- | ------------ |
| 11. | «Marlene»              | 4:56         |
| 12. | «Marcy's Song»         | 4:30         |
| 13. | «The Visit»            | 4:58         |
| 14. | «Prima Donna Of Swans» | 5:16         |
| 15. | «Relations»            | 3:54         |

## 1980—1990-е, последние годы жизни
В 1984 Фрэнк поехал в Нью-Йорк, чтобы встретиться с Полом Саймоном, но в результате оказался на улице. Его мать, которая в то время находилась в больнице из-за операции на сердце, вернувшись домой, обнаружила, что он не оставил контактов для связи. Фрэнк бродяжничал, вновь оказался в психиатрической больнице с диагнозом «шизофрения» и пробыл в ней девять месяцев. Выйдя из больницы, он, вновь оказавшись на улице, добывал еду на помойках, искал и продавал хлам, который находил там же, стрелял сигареты и просил на хлеб.
В начале 1990-х фанат из окрестностей Вудстока, Джим Эббот (англ. Jim Abbott), нашёл Фрэнка. Эббот беседовал о музыке с Марком Андерсоном (англ. Mark Anderson), учителем в местном колледже, который посещал Эббот. Разговор зашёл о фолк-музыке, которую оба любили, и Эббот спросил преподавателя, не слышал ли тот о Джексоне Си Фрэнке.

Я даже и не думал об этом уже пару лет, — признается Эббот, — а он говорит: «Ага, на самом деле, я тут как раз получил от него письмо. Не желаешь помочь барду-бедолаге?».
Оригинальный текст (англ.)
I hadn't even thought about it for a couple of years," Abbott admits, "and he goes, 'Well yes, as a matter of fact I just got a letter from him. Do you feel like helping a down-on-his-luck folk singer?.
— Andrew Means. Game, Set, Blues. Folk Roots (1995). Дата обращения: 14 февраля 2013. Архивировано 17 февраля 2013 года.
Джексон Си Фрэнк, знавший Андерсона со времен учёбы в колледже, решил написать ему, чтобы узнать, можно ли где-нибудь остановиться в Вудстоке, когда он решил уехать из Нью-Йорка. Эббот позвонил Фрэнку, и они договорились о временном пристанище в доме престарелых в Вудстоке. Эббот был ошарашен тем, что он увидел, когда приехал в Нью-Йорк навестить Фрэнка.
Правда, перед отъездом из Нью-Йорка с Фрэнком случилось ещё одно происшествие, где-то в Квинсе кто-то выстрелил ему в голову — то ли случайно, то ли специально, — и попал в левый глаз, да так, что пулю без риска для жизни вытащить было невозможно. В Вудсток музыкант приехал ещё и полуослепшим.
«Он был похож на человека-слона, — вспоминал потом Эбботт. — И с собой у него был только порванный старый портфель и сломанные очки». Фрэнк весил 130 килограммов, его гитару в принципе было невозможно настроить. Он поселился в однокомнатной квартире в Вудстоке и прожил там ещё несколько спокойных лет — возможно, единственных спокойных лет своей жизни. Более того: он даже кое-что записал на домашнюю аппаратуру.
Фрэнк умер в одиночестве в своей последней квартире от пневмонии и остановки сердца в марте 99-го.

## Дискография
| Дата релиза | Название                                       | Лейбл                        | Продажи | Позиции в чартах | Сертификация |
| ----------- | ---------------------------------------------- | ---------------------------- | ------- | ---------------- | ------------ |
| 1965        | Jackson C. Frank                               | EMI Columbia – 33SX 1788     |         |                  |              |
| 1965        | Blues Run The Game/Can't Get Away From My Love | EMI Columbia – DB 7795       |         |                  |              |
| 1978        | Jackson Again                                  | B&C – BCLP 4                 |         |                  |              |
| 1978        | Blues Run The Game/Milk And Honey              | B&C – BCS 0012               |         |                  |              |
| 1996        | Blues Run The Game                             | Mooncrest – CRESTCD 021      |         |                  |              |
| 2001        | Jackson C. Frank                               | Castle Music – CMRCD366      |         |                  |              |
| 2001        | Jackson C. Frank                               | Earmark – 42030              |         |                  |              |
| 2002        | Jackson C. Frank                               | Columbia – JCF 001           |         |                  |              |
| 2002        | Jackson C. Frank                               | Castle Music – 06076-81167-2 |         |                  |              |
| 2003        | Blues Run The Game                             | Castle Music – CMEDD 762     |         |                  |              |